# Дунайский мост
Дунайский мост (ранее известен как «Мост Дружбы»; болг. Мост на дружбата, Дунав Mост; рум. Podul Prieteniei, Podul de la Giurgiu) ― разводной металлический ферменный мост через Дунай, построенный в 1954 году и соединяющий города Русе (Болгария) и Джурджу (Румыния). Имеет автодорожное полотно и железнодорожные пути. Это один из двух мостов, соединяющих Румынию и Болгарию (вторым является мост «Новая Европа» между городами Видин и Калафат).

## История

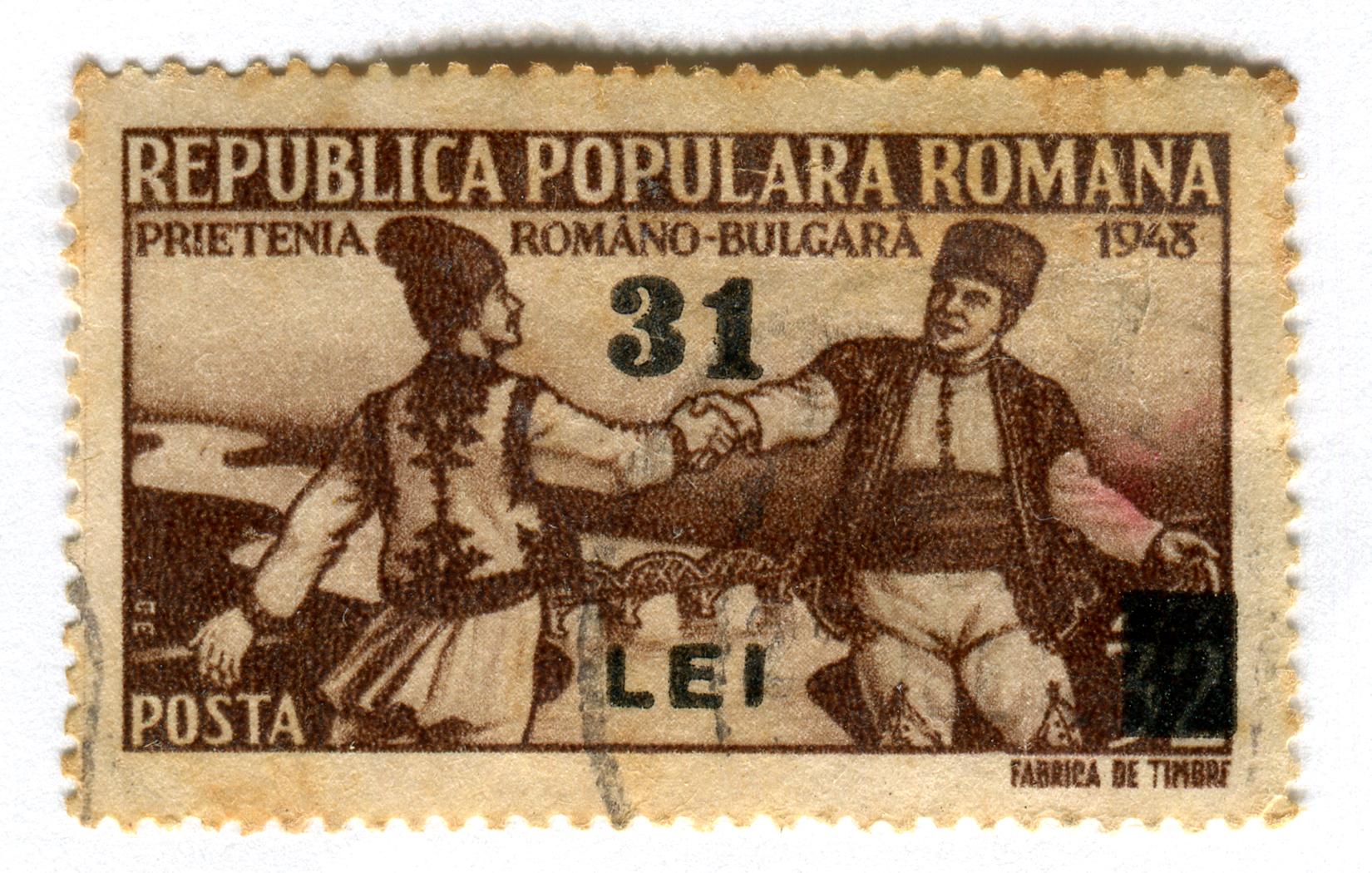
Проектируемый мост на марке 1948

В разработке конструкции моста приняли участие советские инженеры В. Андреев и Н. Рудомазин. Элементы декора моста были спроектированы болгарским архитектором Георгием Овчаровым. Мост был построен за два с половиной года компаниями из Румынии и Болгарии при техническом содействии СССР. Металлическая надстройка была сделана на предприятиях  Румынии, Польши, Венгрии и Чехословакии.
Открыт 20 июня 1954 года. Длина моста составляет 2223 м. В своё время это был единственный мост через Дунай, соединяющий Болгарию и Румынию, весь прочий трафик обслуживался паромами и сухопутными путями. Мост имеет два яруса: двухполосную автомагистраль и железную дорогу. Здесь есть также и тротуар для пешеходов. Центральная часть моста (85 м) является подвижной и может быть разведена для прохода крупногабаритных судов. Содержание подвижной части возложено на Румынию.
Первоначально мост назвали Мостом Дружбы, но после падения коммунистических режимов в обеих странах сооружение получило более функциональное название Дунайский мост.
Посты пограничного контроля присутствовали на мосту, поскольку он выступает в качестве границы между двумя странами. С января 2007 года здесь больше нет таможенного контроля и удостоверение личности осуществлялось только лишь болгарской или румынской стороной, являясь «внутренней границей» в рамках Европейского союза. Пограничный контроль был полностью удалён после того, как Болгария и Румыния присоединились к Шенгенскому соглашению.
В 2011 году мост был закрыт на ремонт и вновь открыт 3 сентября 2011 года после двухмесячных работ на болгарской части моста.
Проезд автотранспорта по мосту является платным.

## Галерея

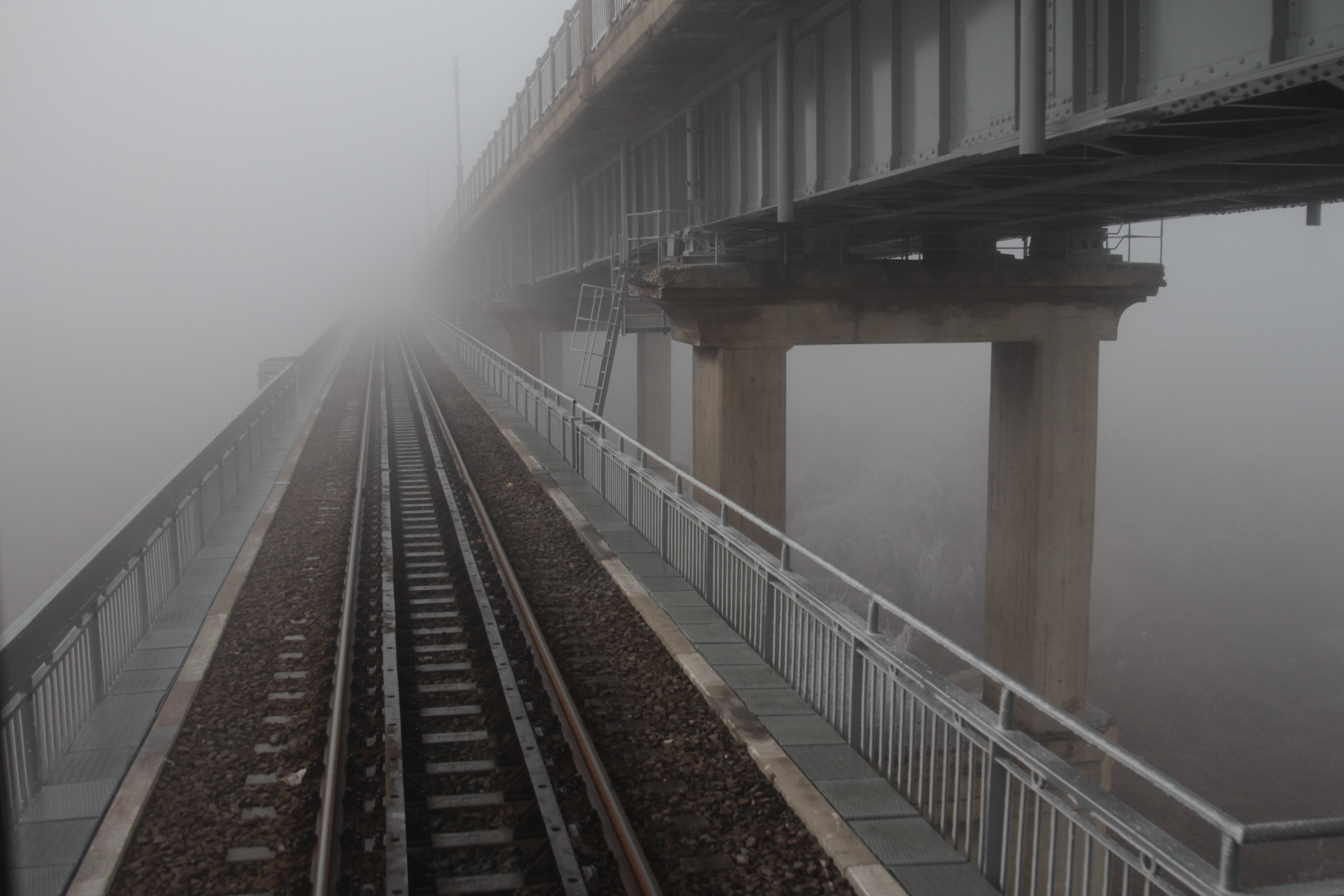
Румынская сторона моста
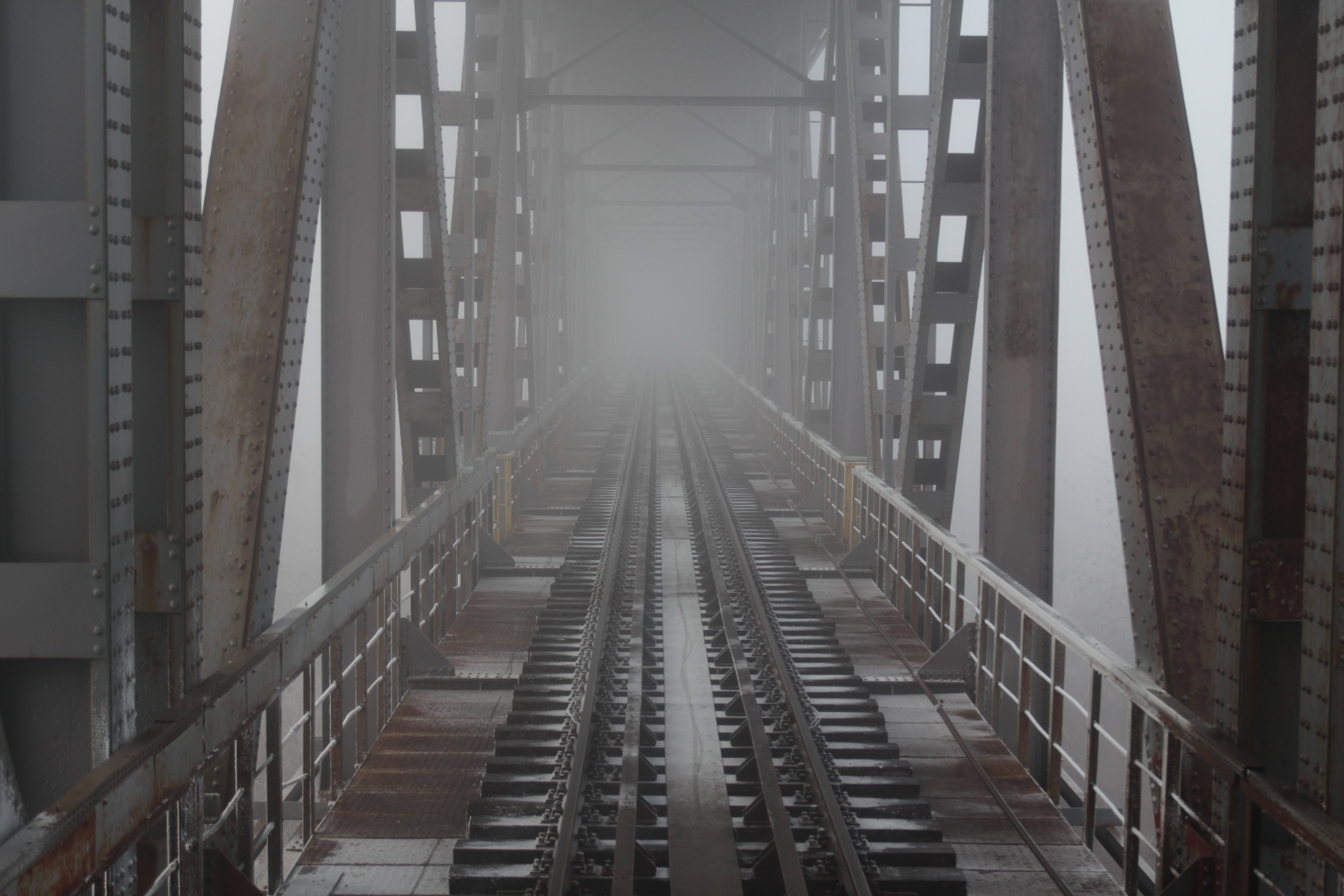
Середина моста